# St. Christophorus (Egeln)

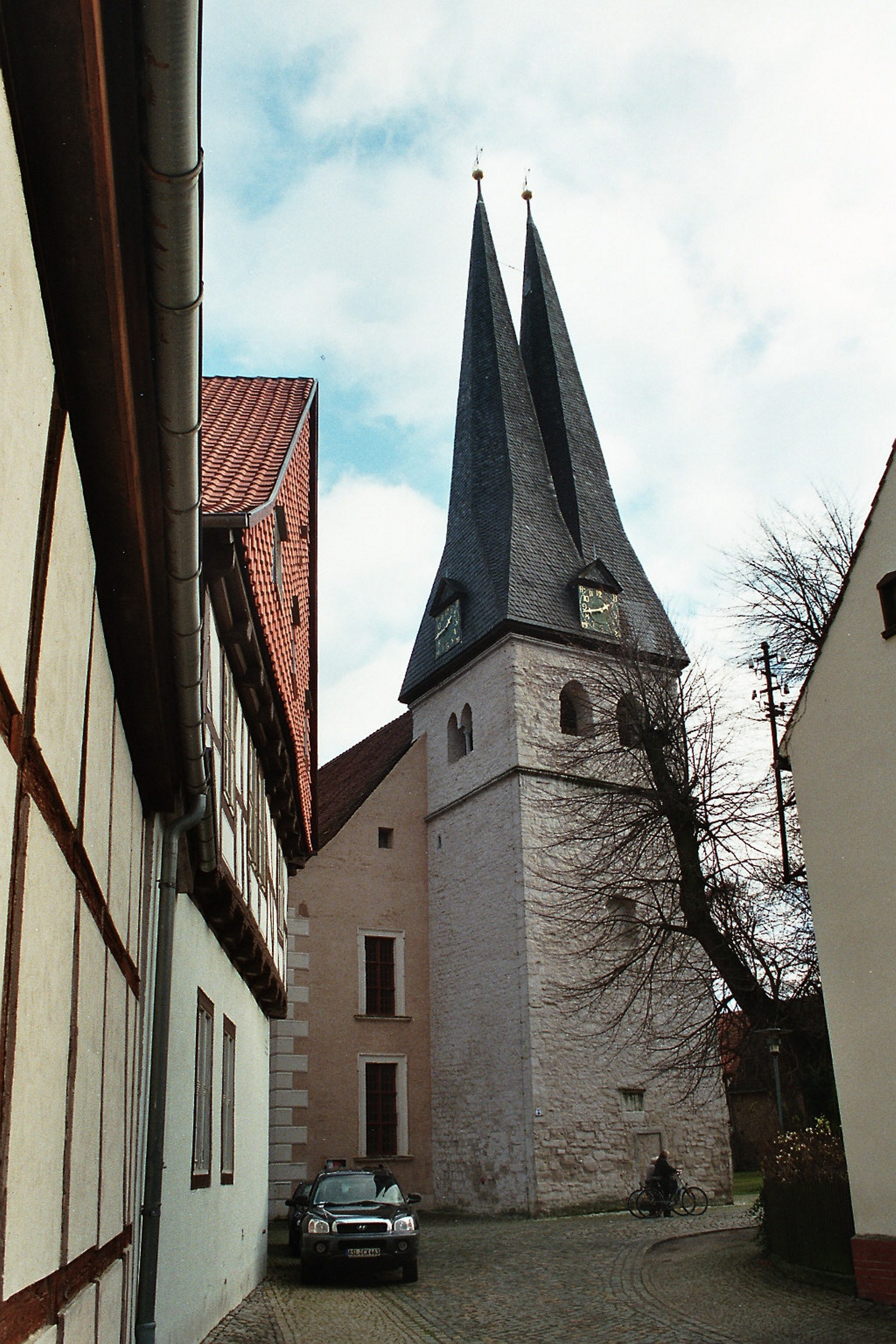
St. Christophorus (Stadtkirche Egeln)

Die St.-Christophorus-Kirche in  Egeln im Salzlandkreis in Sachsen-Anhalt steht im Stadtzentrum am Markt. Markant ist die Doppelspitze des Kirchturms.

## Geschichte
Im Jahr 1267, bei der Eroberung der Stadt durch den Herzog Albrecht von Braunschweig in einer Fehde gegen Otto von Hadmersleben, wurde die schon vorhandene Kirche zerstört. Wenige Jahre später wurde eine neue Stadtkirche erbaut.
Anfang des Jahres 1701 wurde diese Kirche wegen Baufälligkeit abgetragen. An etwa gleicher Stelle erbaute man in den Jahren 1701–1703 die jetzige Stadtkirche. Der italienische Maurermeister Johann Candolf verwendete teilweise die Steine der alten Kirche und eines alten Wartturms. Am 15. März 1701 wurde der Grundstein gelegt, in dem sich ein lutherischer Katechismus und eine Zinntafel mit den Namen der Anwesenden befand.
Am 12. Januar 1703 erfolgte nach fast zweijähriger Bauzeit die Einweihung der Kirche durch Inspektor M. Lentz.

## Sonstiges
Am Kirchturm befindet sich eine Höhenmarke des Ur-Nivellements (1868–1918) der Königlich Preußischen Landesaufnahme mit der damaligen Höhe von 73.773 m über Normal-Null.